# Siljengojaureh (Vilhelmina socken, Lappland, 721518-144050)
Siljengojaureh är en sjö i Vilhelmina kommun i Lappland och ingår i Ångermanälvens huvudavrinningsområde. Sjön har en area på 0,0289 kvadratkilometer och ligger 922,5 meter över havet. Sjön avvattnas av vattendraget Västra Daimanjukke.

## Delavrinningsområde
Siljengojaureh ingår i det delavrinningsområde (721536-143800) som SMHI kallar för Inloppet i Daimanjaureh. Medelhöjden är 920 meter över havet och ytan är 19,33 kvadratkilometer. Det finns inga avrinningsområden uppströms utan avrinningsområdet är högsta punkten. Västra Daimanjukke som avvattnar avrinningsområdet har biflödesordning 3, vilket innebär att vattnet flödar genom totalt 3 vattendrag innan det når havet efter 339 kilometer. Avrinningsområdet består mestadels av kalfjäll (99 procent). Avrinningsområdet har 0,15 kvadratkilometer vattenytor vilket ger det en sjöprocent på 0,7 procent.